# Antarramut
Antarramut – wieś w Armenii, w prowincji Lorri. W 2011 roku liczyła 306 mieszkańców.